# Chint
Chint est une entreprise de génie électrique chinoise. Il produit notamment des cellules photovoltaïques. 